# Bill Nieder
William Henry „Bill“ Nieder (* 10. August 1933 in Hempstead, New York; † 7. Oktober 2022 in Angels Camp, Kalifornien) war ein US-amerikanischer Kugelstoßer, der 1960 drei Weltrekorde aufstellte und Olympiasieger wurde.

## Leben
Sowohl als Schüler als auch als Student der University of Kansas war er der Erste, der die 5,5 bzw. 7,5 kg schwere Kugel über 18 Meter stieß. Im Schatten von Parry O’Brien und Dallas Long stehend, gewann er nur zwei nationale Meisterschaften:
- 1955 (NCAA) mit 17,45 m
- 1957 (AAU) mit 18,76 m

Bills sportliche Karriere begann wenig verheißungsvoll: Als 19-Jähriger zog er sich beim Football eine schwere Verletzung am linken Knie zu, das nach einer vierstündigen Operation mit 44 Stichen genäht wurde. Da er nicht mehr Football spielen konnte, konzentrierte er sich auf das Kugelstoßen und erzielte 1955 – das Knie in Leder verpackt – eine Weite von beachtlichen 17,66 m. Sein Stipendium wurde vom Leichtathletiktrainer Bill Easton übernommen, der sein Talent erkannt und systematisch förderte. Dies war nicht seine erste Sportverletzung. Easton soll von ihm gesagt haben, entweder er erholt sich von den bis dahin 12 Operationen mit 148 Stichen nicht – oder er stößt Weltrekord. Easton, der auch Trainer-Assistent der Footballmannschaft war und bereits Al Oerter herausgebracht hatte, hatte die entsprechenden Vergleichswerte für Maximalkraft und pflegte eine besondere Köperbildungskultur. Eine Silbermedaille bei seinem ersten Olympiaeinsatz 1956 in Melbourne sowie zwei Weltrekorde waren der Lohn. Seine zweite Olympiateilnahme 1960 in Rom war in Frage gestellt, nachdem er, durch eine Handverletzung gehandicapt, bei den Trials nur Vierter geworden war. Wenig später musste jedoch sein Mannschaftskamerad Dave Davis verletzt aus dem Olympiateam ausscheiden und Bill Nieder durfte nachrücken. Kurz vor dem Abflug nach Rom unterstrich er seine Medaillen-Ambitionen auf eindrucksvolle Weise: In Walnut übertraf er als erster Mensch der Erde die Traumgrenze von 20 Metern. Seine Leistungssteigerungen sind durch seine Nähe zum Football und der dort bereits gebräuchlichen Verwendung von Anabolika in Verbindung gebracht worden.
Nach seinem Olympiasieg in Rom gab er das Kugelstoßen auf und wurde Boxer, ging jedoch bereits bei seinem ersten Kampf am 15. Mai 1961 gegen den Durchschnittsboxer Jim Whiley nach 126 Sekunden k. o. Nach seiner Reamateurisierung und Rückkehr in die Leichtathletik konnte er keinen Anschluss an die Weltspitze mehr finden.
Er war 1,90 m groß und wog in seiner aktiven Zeit 102 kg.

## Erfolge

### Olympische Spiele
- 1956 in Melbourne: Silber mit 18,18 m hinter Parry O’Brien mit 18,57 m und vor dem Tschechen Jíři Skobla mit 17,65 m
- 1960 in Rom: Gold mit 19,68 m vor Parry O’Brien mit 19,11 m und Dallas Long mit 19,01 m

### Weltrekorde
- 19,45 m am 19. März 1960 in Palo Alto
- 19,99 m am 2. April 1960 in Austin
- 20,06 m am 12. August 1960 in Walnut (Diese Leistung hielt 1 ¾ Jahre)

## Leistungsentwicklung
| Jahr                           | Kugel   |
| ------------------------------ | ------- |
| 1955, 20. Mai in Lawrence      | 17,66 m |
| 1956, 19. Mai in Manhattan     | 18,38 m |
| 1957, 20. April in Lawrence    | 18,94 m |
| 1958, 3. Mai in San José       | 18,36 m |
| 1959, 28. Mai in Santa Barbara | 19,12 m |
| 1960, 12. August in Walnut     | 20,06 m |